# Сходимост
Сходимостта е едно от основните понятия в математическия анализ, означаващо, че за даден математически обект – например редица, ред, функция, интеграл, е вярно, че той има граница, към която клони, т.е. е сходящ. В противен случай се казва, че обектът е разходящ.
- Сходящата редица е безкрайна редица {\displaystyle \left\{a_{\nu }\right\}_{\nu =1}^{\infty }} от числа, за която съществува число {\displaystyle a} със свойството за всяко число {\displaystyle \epsilon >0} да съществува такова число {\displaystyle n}, че при {\displaystyle \nu >n}, да е вярно, че {\displaystyle |a_{\nu }-a|<\epsilon }. Тогава числото а се нарича граница на редицата и се означава с {\displaystyle a=\textstyle {\lim _{\nu \to \infty }a_{\nu }}}
- Сходящ ред е безкраен ред, за който е сходяща редицата на частичните му суми. Границата ѝ се нарича сума на реда.